# Wildbad (Burgbernheim)
Wildbad (fränkisch: Swildbod) ist ein Gemeindeteil der Stadt Burgbernheim im mittelfränkischen Landkreis Neustadt an der Aisch-Bad Windsheim in Bayern.

## Geographie
Die Einöde Wildbad liegt in der Gemarkung Burgbernheim, etwa zweieinhalb Kilometer südwestlich von Burgbernheim im Naturpark Frankenhöhe.
Der Ort ist umgeben vom Stadtwald Burgbernheim. Dort entspringt der Waldbach, ein rechter Zufluss der Ens. Ein Anliegerweg führt zur Kreisstraße AN 7/NEA 52 (400 Meter östlich), die an der Siedlung Erlach vorbei nach Hornau (2,3 Kilometer südöstlich) bzw. nach Burgbernheim verläuft (2,2 Kilometer nordöstlich).

## Geschichte
Die Quellen (Doktor-, Musketier-, Augen-, Bad- und Kochbrunnen) waren wohl schon zu Zeiten der Kaiser Lothar III. (1125–1135) und Karl IV. bekannt. Der Arzt Tobias Knobloch schrieb 1611 ein Werk über das Wildbad, das 1620 eine zweite Auflage erhielt. 
1487 wurde das erste Haus in Wildbad erbaut und hundert Jahre später erweitert. Die Gebäude wurden im Dreißigjährigen Krieg stark beschädigt. Nachdem von 1714 bis 1718 durch Markgraf Georg Wilhelm das Kurhaus gegenüber dem durch einen Verbindungsgang verbundenen Gasthaus (1621) neu angelegt worden war, erlebte das Bad seine Blütezeit.
Gegen Ende des 18. Jahrhunderts gehört Wildbad zur Realgemeinde Burgbernheim. Das Anwesen hatte das brandenburg-bayreuthische Schultheißenamt Burgbernheim als Grundherrn.
Von 1797 bis 1810 unterstand der Ort dem Justizamt Külsheim und Kammeramt Ipsheim. Im Rahmen des Gemeindeedikts wurde Wildbad dem 1811 gebildeten Steuerdistrikt Burgbernheim und der 1813 gebildeten Munizipalgemeinde Burgbernheim zugeordnet.
Das im Zweiten Weltkrieg ausgebrannte Wildbad wurde von 1950 bis 1968 als Kneippbad betrieben. Seit 1980 wird es als Hotel und Waldgasthof bewirtschaftet. In seiner Kleinheit und dem Fehlen von Erweiterungen des späten 19. oder des 20. Jahrhunderts stellt es ein einmaliges Dokument der Kultur- und Medizingeschichte dar.

### Baudenkmäler
In Wildbad gibt es sechs Baudenkmäler:
- Haus Nr. 1: Kurhaus
- Haus Nr. 2: Gasthaus
- Haus Nr. 3: Markgrafenschloss
- Haus Nr. 4: Badehaus
- Steinstele
- Hirschteich

### Einwohnerentwicklung
| Jahr      | 001818 | 001840 | 001861 | 001871 | 001885 | 001900 | 001925 | 001950 | 001961 | 001970 | 001987 |
| Einwohner | 6      | 4      | 5      | 10     | 4      | 6      | 7      | 17     | 0      | 22     | 4      |
| Häuser    | 1      | 2      |        |        | 3      | 3      | 3      | 1      | 1      |        | 1      |
| Quelle    | [ 13 ] | [ 14 ] | [ 15 ] | [ 16 ] | [ 17 ] | [ 18 ] | [ 19 ] | [ 20 ] | [ 21 ] | [ 22 ] | [ 1 ]  |

## Religion
Der Ort ist seit der Reformation evangelisch-lutherisch geprägt und bis heute nach St. Johannis (Burgbernheim) gepfarrt. Die Katholiken sind nach St. Bonifaz (Bad Windsheim) gepfarrt.

## Wanderwege
Durch das Wildbad führen die Wanderwege Frankenhöhe-Weg und Johann-Ludwig-Klarmann-Weg. Etwa 200 m östlich verlaufen der Europäische Wasserscheideweg sowie der Jean-Haagen-Weg und Zollernweg.

## Verkehr
Der Haltepunkt Burgbernheim-Wildbad liegt an der Bahnstrecke Treuchtlingen–Würzburg und wird durch die Linie RE 80 bedient.